# Boshoven (Limbourg néerlandais)
Pour les articles homonymes, voir Boshoven.
Boshoven est un ancien village, aujourd'hui quartier de la ville néerlandaise de Weert, dans la province du Limbourg néerlandais.